# Markus Schulz
Markus Schulz (Eschwege, 1969. február 3. –) német származású trance zenei producer és DJ, aki jelenleg az USA-ban, Miamiban él. Alapítója volt a Coldharbour Recordingsnak, az Armada Music egyik al-kiadójának. 
2011-ben a hivatalos angol DJ MAG lemezlovas-listán a 9. helyet foglalta el.

## Diszkográfia

### Stúdióalbumok

#### Markus Schulzként
- Without You Near (2005, Armada Music)
- Progression (2007, Armada Music)
- Do You Dream? (2010, Armada Music)
- Scream (2012, Armada Music)
- Scream II (2014, Armada Music)
- Watch the World (2016, Black Hole Recordings)
- We Are the Light (2018, Black Hole Recordings)
- Escape (2020, Black Hole Recordings)

#### Dakotaként
- Thoughts Become Things (2009, Armada Music)
- Thoughts Become Things II (2011, Armada Music)
- The Nine Skies (2017, Black Hole Recordings)

### Mixalbumok
- Shikodachi (1999, Safari Media)
- Kamaidachi (2000, Safari Media)
- American DJ - 04 Phoenix (2001, The Right Stuff)
- Coldharbour Sessions (2004, Armada Music)
- Miami '05 (2005, Moist Music)
- Ibiza '06 (2006, Moist Music)
- Amsterdam '08 (2008, Armada Music)
- Toronto '09 (2009, Armada Music)
- Armada At Ibiza - Summer 2008
- Las Vegas '10 (2010, Armada Music)
- Prague '11 (2011, Armada Music)
- Los Angeles '12 (2012, Armada Music)
- Best of 2012: World Tour Compilation (2012)
- Buenos Aires '13 (2013, Armada Music)
- In Search of Sunrise 14 (with Gabriel & Dresden and Andy Moor) (2018, Songbird)
- In Search of Sunrise 15 (with Jerome Isma-Ae and Orkidea) (2019)
- In Search of Sunrise 16 (with Giuseppe Ottaviani and Sunlounger) (2020)
- In Search of Sunrise 17 (with Kryder and Kyau & Albert) (2021)

### Kislemezek
| - 1998 Markus Schulz – "You Won’t See Me Cry" - 1999 Dakota – "Swirl" - 2002 Dakota – "Frozen Time" - 2002 Dakota – "Lost in Brixton" - 2002 Dakota – "Jah Powah" - 2002 Dakota – "Zero Gravity" - 2002 Dakota – "Sunshine Yellow" - 2003 Dakota – "Abandoned in Queens" - 2003 Markus Schulz presents Elevation – "Clear Blue" - 2004 Markus Schulz presents Elevation – "Largo" - 2004 Markus Schulz presents Elevation – "Somewhere" - 2005 Markus Schulz featuring Anita Kelsey – "First Time" - 2005 Markus Schulz and Departure with Gabriel & Dresden – "Without You Near" - 2006 Markus Schulz featuring Carrie Skipper – "Never Be the Same Again" - 2007 Markus Schulz vs. Chakra – "I Am" - 2007 Markus Schulz – "Fly to Colors" - 2007 Dakota – "Amsterdam" - 2007 Dakota – "Progression" - 2008 Dakota – "Hypnotic" - 2008 Markus Schulz featuring Departure – "Cause You Know" - 2008 Markus Schulz featuring Dauby – "Perfect" - 2008 Markus Schulz vs. Andy Moor – "Daydream" - 2008 Markus Schulz – "The New World" - 2009 Dakota – "Chinook" - 2009 Dakota – "Johnny the Fox" - 2009 Dakota – "Sin City" - 2009 Markus Schulz – "Do You Dream" - 2009 Dakota – "Roxy ’84" - 2009 Dakota – "Koolhaus" - 2009 Dakota – "Steel Libido" - 2009 Dakota – "Mr. Cappuccino" - 2010 Markus Schulz featuring Khaz – "Dark Heart Waiting" - 2010 Markus Schulz featuring Justine Suissa – "Perception" - 2010 Markus Schulz – "Rain" - 2010 Markus Schulz featuring Jennifer Rene – "Not the Same" - 2010 Markus Schulz – "Future Cities" - 2011 Dakota – "Sinners" - 2011 Markus Schulz and Jochen Miller – "Rotunda" - 2011 Dakota – "Sleepwalkers" - 2011 Dakota – "Katowice" - 2011 Dakota – "Saints" - 2011 Dakota – "In a Green Valley" - 2011 Markus Schulz – "Digital Madness (Transmission 2011)" - 2012 Markus Schulz and Dennis Sheperd – "Go!" - 2012 Markus Schulz and Ferry Corsten – "Loops & Tings" - 2012 Markus Schulz and Adina Butar – "Caught" - 2012 Markus Schulz and Seri – "Love Rain Down on Me" - 2012 Markus Schulz and Ferry Corsten – "Stella" - 2012 Markus Schulz featuring Ana Diaz – "Nothing Without Me" - 2013 Armin van Buuren and Markus Schulz – "The Expedition" - 2013 Markus Schulz – "The Spiritual Gateway (Transmission 2013 Theme)" - 2013 New World Punx – "Romper" - 2013 Markus Schulz and Sarah Howells – "Tempted" - 2013 Markus Schulz – "Remember This" - 2013 Markus Schulz and Elevation – "Machine of Transformation (Transmission 2013 Theme)" - 2014 Dakota – "CLXXV" - 2014 Markus Schulz – "Destino" - 2014 Markus Schulz – "Seven Sins (Transmission 2013 Theme)" - 2014 Markus Schulz featuring Lady V – "Winter Kills Me" | - 2015 Markus Schulz – "Golden Gate" - 2015 Markus Schulz – "Bayfront" - 2015 Markus Schulz – "Bine Facut" - 2015 Markus Schulz – "This Generation" - 2015 Markus Schulz featuring Delacey – "Destiny" - 2015 Markus Schulz – "Lost in the Box" - 2015 Markus Schulz with Vassy – "Tomorrow Never Dies" - 2015 Markus Schulz – "Daybreak" - 2015 Markus Schulz – "Avalon" - 2015 Markus Schulz with Dakota – "Cathedral" - 2015 Markus Schulz – "Dancing in the Red Light" - 2015 Markus Schulz with Nifra – "The Creation (Transmission 2015 Theme)" - 2015 Markus Schulz with Fisherman & Hawkins – "Gotham Serenade" - 2016 Markus Schulz featuring Ethan Thompson – "Love Me Like You Never Did" - 2016 Markus Schulz featuring Mia Koo – "Summer Dream" - 2016 Markus Schulz – "Sesterius" - 2016 Markus Schulz – "The Lost Oracle (Transmission 2016 Theme)" - 2017 Markus Schulz featuring Brooke Tomlinson – "In the Night" - 2017 Markus Schulz presents Dakota and Koan Groeneveld – "Mota-Mota" - 2017 Markus Schulz presents Dakota featuring Bev Wild – "Running Up That Hill" - 2017 Markus Schulz with Cosmic Gate – "AR" - 2017 Markus Schulz presents Dakota – "In Search of Something Better" - 2017 Markus Schulz featuring Adina Butar – "New York City [Take Me Away]" - 2017 Markus Schulz presents Dakota – "The Spirit of the Warrior" - 2018 Markus Schulz with Emma Hewitt – "Safe From Harm" - 2018 Markus Schulz with JES – "Calling for Love" - 2018 Markus Schulz with Sebu – "Upon My Shoulders" - 2018 Markus Schulz featuring Nikki Flores – "We Are the Light" - 2018 Markus Schulz – "The Awakening (Transmission 2018 Theme)" - 2018 Markus Schulz Presents Afterdark Volume 1 - 2019 Markus Schulz feat. Christina Novelli – "Symphony of Stars" - 2019 ATB and Markus Schulz – "Heartbeat" - 2019 Markus Schulz and BT – "I Need Love" - 2019 Markus Schulz and Haliene – "Ave Maria" - 2019 Markus Schulz – "Sunrise Over the Bay" - 2019 Markus Schulz – "Bells of Planaxis" - 2019 Markus Schulz and Talla 2XLC – "Mainhattan" - 2020 Markus Schulz and Adina Butar – "Indestructible" - 2020 Markus Schulz and Daimy Lotus – "Are You With Me" - 2020 Markus Schulz and Adina Butar – "In Search of Sunrise" - 2020 Markus Schulz, London Thor and Valentino Alessandrini – "Feel Alive" - 2020 Markus Schulz and Christian Burns – "Wait for You" - 2021 Markus Schulz and Christina Novelli – "Not Afraid to Fall" - 2021 Markus Schulz, Ethan Thompson and Soundland – "Make It Last Forever" - 2021 Markus Schulz – "Escape" - 2021 Markus Schulz – "Sunday Chords" - 2021 Markus Schulz as Dakota – "Avalon 6AM" - 2021 Markus Schulz and Paula Seling – "Endless Story" - 2021 Markus Schulz as Dakota – "Tuluminati" - 2022 Markus Schulz as Dakota – "Call of the Banshee" - 2022 Markus Schulz as Dakota – "Manray" - 2022 Markus Schulz as Dakota – "Vapour" - 2022 Markus Schulz and BT – "Prestwick" |

### Remix albumok
- Progression Progressed – The Remixes (2008)
- Do You Dream? – The Remixes (2011)
- Dakota – Thoughts Become Things II – The Remixes (2012)

## Külső hivatkozások
- Markus Schulz hivatalos honlap
- Markus Schulz magyar hivatalos honlap
- Markus Schulz a MySpace-en